# 로렐캐니언
로렐캐니언(Laurel Canyon)은 미국 캘리포니아주 로스앤젤레스 할리우드힐스웨스트 내 샌타모니카 산맥의 할리우드힐스의 이웃 산맥이다. 처음에는 통바족이 거주했다. 1960년대에 이 이웃지역은 반문화의 지역 중심지가 되었고 수많은 음악가들이 이 지역으로 옮겨와서 음악적 협업을 위한 집합체가 되었다.

## 같이 보기
- 1960년대 반문화